# 何秀荣
何秀荣（1957年11月—），男，浙江杭州人，中国农业经济学家，国务院参事，中国农业大学经济管理学院教授、原院长，中国农业大学图书馆馆长。